# Via di Mezzo
Via di Mezzo è una strada del centro storico di Firenze, situata tra piazza Sant'Ambrogio a Borgo Pinti, con intersezioni con via de' Pepi e via Fiesolana.

## Storia
Il nome della strada si riferisce al trivio che diparte da piazza Sant'Ambrogio: verso nord via de' Pilastri, verso sud via Pietrapiana e al centro, appunto, la via di Mezzo.
Più in antico la strada si chiamava "via degli Sbanditi" dalla piazza a via Fiesolana, e "via delle Carrette" in quello successivo. Gli Sbanditi, ossia quelli su cui era stato tolto il "bando", erano un gruppo di giovani capeggiati da Picchio Cavicciuoli che nel corso della guerra civile del 1396 si erano rifugiati qui, tentando una sortita bellicosa una sera al vespro, ma venendo presi e poi decapitati. Le carrette invece si riferiscono a quelle atte al trasporto di merci in città che, durante i mercati o i rifornimenti delle botteghe, che venivano parcheggiate, nel medioevo, fuori dal vicino arco di San Pierino. Più anticamente questo tratto si chiamò "via Ventura", forse una corruzione di "verdura", sempre in riferimento alle merci trasportate al mercato di San Piero.
Nella pianta di Firenze delineata da Ferdinando Ruggieri nel 1731 appare già la denominazione di via di Mezzo ma solo per il tratto da piazza Sant'Ambrogio fino a via de' Pepi. La riunione sotto l'attuale nome risale al 1870 circa.

## Descrizione
La via - con pavimentazione a lastrico - ha per lo più carattere residenziale popolare e, nell'ambito della viabilità cittadina, ruolo del tutto secondario, andando a sfociare nel tratto pedonale di borgo Pinti.

### Edifici
| Immagine | N°   | Nome                                    | Descrizione |
| -------- | ---- | --------------------------------------- | --- |
|          | s.n. | Oratorio di San Michele della Pace      | Incuneato fra via di Mezzo e via dei Pilastri, l'antico oratorio dell'Agnolo fu edificato nel 1444 e restaurato nel 1559 per diventare sede della Compagnia di San Michele della Pace o del Sacramento. Durante i restauri fu trovata un'antica iscrizione con i simboli della Confraternita: S.(San) M.(Michele) P.(Pace). L'oratorio ha sofferto molto per i danni prodotti dall'alluvione del 1966. |
|          | 3    | Casa con pietrino                       | Si tratta di una casa architettonicamente modesta, con il prospetto organizzato su tre piani per quattro assi, con l'ingresso decentrato a destra, a indicare, presumibilmente, come il fabbricato si sia definito per accorpamento di due più antiche case a schiera. Sulla facciata è un pietrino ovale con una figura eretta, fortemente abrasa, che sembra richiamare nell'impostazione d'insieme l'insegna della compagnia di Gesù Pellegrino (così fosse il rilievo dovrebbe raffigurare Gesù in abito da pellegrino, che cammina appoggiandosi a un bordone). |
|          | 10   | Casa                                    | La casa, come la maggior parte degli edifici che prospettano su questo lato della via, presenta un fronte riconfigurato nell'Ottocento, seppure su ben più antiche preesistenze. Della storia testimonia lo scudo sulla facciata (non identificato), con una fascia merlata rovescia accompagnata in capo da un'aquila al volo abbassato, e in punta da un monte a tre cime. |
|          | 11   | Palazzo                                 | Si trova qui uno slargo, in cui si innalza al centro un'altissima palma. È quello che resta del giardino (oggi usato come parcheggio) del palazzo che ha la facciata di aspetto ottocentesco su via Pietrapiana 16. |
|          | 12   | Casa delle monache di San Pier Maggiore | L'edificio presenta un prospetto architettonicamente modesto, organizzato su cinque piani (gli ultimi certo frutto di soprelevazioni) per tre assi. Un pietrino con le chiavi di san Pietro in decusse ricorda come l'edificio dovesse essere appartenuto un tempo alle monache di San Pier Maggiore. Il numero racchiuso (XI) doveva indicare il numero d'inventario del fabbricato nei registi dei religiosi. |
|          | 13   | Palazzo Pascolutti Giani                | Qui si trova l'ingresso secondario del palazzo con affaccio principale su piazza dei Ciompi, già sede dell'Accademia dei Risoluti. Si veda, sul cancello che immette all'ampio piazzale di pertinenza, l'impresa del cavallo accompagnata dal motto proprio dell'Accademia: "Valoroso destrier passa e non cura". Il complesso è stato interessato da un cantiere di restauro e di adeguamento a funzioni ricettive tra il 1997 e il 2005. |
|          | 14   | Casa di Caterina Franceschi Ferrucci    | La casa non presenta elementi di pregio architettonico: è tuttavia da segnalare perché ultima abitazione della scrittrice, educatrice e patriota Caterina Franceschi Ferrucci, amica di Vincenzo Gioberti, qui morta il 28 febbraio 1887, come ricorda una lapide posta per decreto del Comune sull'attuale porta d'ingresso. A indicare come l'attuale fabbricato sia il risultato di una più che probabile unificazione di più antiche case a schiera è, sul lato destro del fronte, un pietrino a forma di cartiglio con un'iscrizione che indica la casa come di proprietà (un tempo) dell'Opera dei Cappellani del Duomo. |
|          | 17   | Casa                                    | Qui si trova l'ingresso secondario del palazzo oggi sede dell'Agenzia Regionale per lo Sviluppo e l'Innovazione nel settore Agricolo forestale, con l'ampio piazzale segnato al centro da un albero di magnolia. L'accesso principale è in via Pietrapiana 30. |
|          | 20   | Palazzina                               | L'edificio presenta un prospetto riconfigurato nell'Ottocento (ma il portale, decentrato a destra è di modi seicenteschi) che poco si distingue rispetto agli altri della via, non fosse per la cura con la quale è tenuto. Il sito dell'albergo che attualmente occupa l'immobile indica tuttavia come questo sia stato originariamente un convento: comunque sono sicuramente notevoli gli ambienti interni, con varie sale voltate, una corte interna e un loggiato affrescato, a testimonianza di come spesso alcuni edifici apparentemente anonimi possano nascondere al loro interno storia e testimonianze architettoniche di indubbio pregio. |
|          | 22   | Casa                                    | Sebbene di antiche origini, la casa, sviluppata su quattro piani per tre assi, presenta un fronte riconfigurato nell'Ottocento. Su questo è uno scudo con un'arme non identificata, con una fascia caricata da tre stelle, accompagnata in capo e in punta da due leoni. |
|          | 23   | Casa con tabernacolo                    | Si tratta di un esteso casamento a quattro piani, organizzato su via di Mezzo per sette assi e su via de' Pepi per due. Nonostante l'assenza di elementi architettonici di interesse lo si segnala per la presenza, dal lato di via di Mezzo, di un'edicola che contiene una pittura murale, protetta da un vetro, con immagine della Crocifissione, in precario stato di conservazione e scarsamente leggibile per l'annerimento della superficie. |
|          | 27   | Casa di Filippo Pacini                  | L'edificio, per quanto eretto su preesistenze, si presenta con un fronte dal disegno settecentesco, senza particolari elementi di pregio, eccetto per l'alto portone che conferisce una certa nobiltà all'insieme. È tuttavia segnalato dalla letteratura perché, come ricorda la lapide posta dal Municipio di Firenze nel 1884, fu il luogo dove visse e morì nel 1883 lo Filippo Pacini, "nelle scienze biologiche maestro insigne". Un pietrino ricorda inoltre l'antica proprietà dell'Opera dei Cappellani del Duomo |
|          | 31   | Casa                                    | L'edificio si distingue unicamente per la presenza di una targa in calcare sul portale, già pietrino che indicava il possesso dell'edificio da parte di un monastero (come si legge nell'unica parte superstite dell'iscrizione), che per analogia può essere accostato ad altri esemplari relativi al monastero di Santa Elisabetta del Capitolo. |
|          | 38   | Casa del monastero di San Pier Maggiore | Si tratta di un edificio posto d'angolo con via de' Pepi, con il fronte su via di Mezzo di quattro piani per tre assi, privo di elementi architettonici d'interesse. Lo si segnala per la presenza su ambedue i fronti di pietrini a forma di rotella, abrasi e tuttavia ancora leggibili per il rilievo delle due chiavi di San Pietro decussate, ad attestarne l'antica proprietà da parte del vicino monastero di San Pier Maggiore. |
|          | 42r  | Casamento                               | Affacciato su via Fiesolana 18, si tratta di un edificio privo di particolarità architettoniche, con i prospetti (recentemente restaurati dopo un lungo periodo di incuria) di quattro assi su altrettanti piani, posto d'angolo, dove il casamento prosegue per cinque assi. Sul lato di via di Mezzo è presente una semplice edicola centinata ottocentesca, con nella lunetta un rilievo con la colomba dello Spirito Santo, contenente una porzione di affresco trecentesco, oltremodo consunto, raffigurante la Madonna con il Bambino. |
|          | 46   | Palazzo Mormorai                        | Si tratta di un grande casamento di carattere cinque seicentesco a quattro piani, con un fronte su borgo Pinti organizzato su nove assi che, dopo aver segnato la cantonata con via di Mezzo, prosegue su questa strada per altri cinque assi fino a un grande portone monumentale segnato da un'arme d'azzurro al toro furioso. Pur nella sua estrema semplicità denota grande dignità, sia per la sua mole, sia per lo stato di conservazione. Secondo Emanuela Ferretti "venne probabilmente edificato dalla famiglia Paoli poco dopo il 1729", anno nel quale questa avrebbe acquistato una porzione del laboratorio già del Giambologna. Sempre sulla base delle ricerche della studiosa nel 1761 la proprietà sarebbe passata ai Mormorai e quindi ai Carobbi, ai quali si deve l'ingresso monumentale su via di Mezzo, realizzato nella seconda metà dell'Ottocento. |

### Lapidi
Al n. 12 si vede una targa che ricorda la proprietà dell'edificio da parte del monastero di San Pier Maggiore.
Al 14 una lapide ricorda la casa della scrittrice Caterina Franceschi Ferrucci:
| PER DECRETO DEL COMUNE IN QUESTA CASA ABITÒ CINQUE ANNI E NEL 28 FEBBRAIO 1887 MORÌ CATERINA FRANCESCHI FERRUCCI NATA A NARNI IL 26 GENNAIO 1803 PER INGEGNO VIRILE PER CLASSICI SCRITTI PER NOBILTÀ DI AMMAESTRAMENTI CIVILI E DI ESEMPI BENEMERITA DELLA LETTERATURA E DELLA EDUCAZIONE ITALIANA |

Al 27 un'iscrizione onora lo scienziato pistoiese Filippo Pacini:
| A FILIPPO PACINI NELLE SCIENZE BIOLOGICHE MAESTRO INSIGNE FELICISSIMO SCOPRITORE QUI GLORIOSAMENTE VISSUTO POSE IL IX LUGLIO M. D. CCC. LXXXIV ANNO PRIMO DELLA COMPIANTA MORTE IL MUNICIPIO DI FIRENZE |

### Tabernacoli

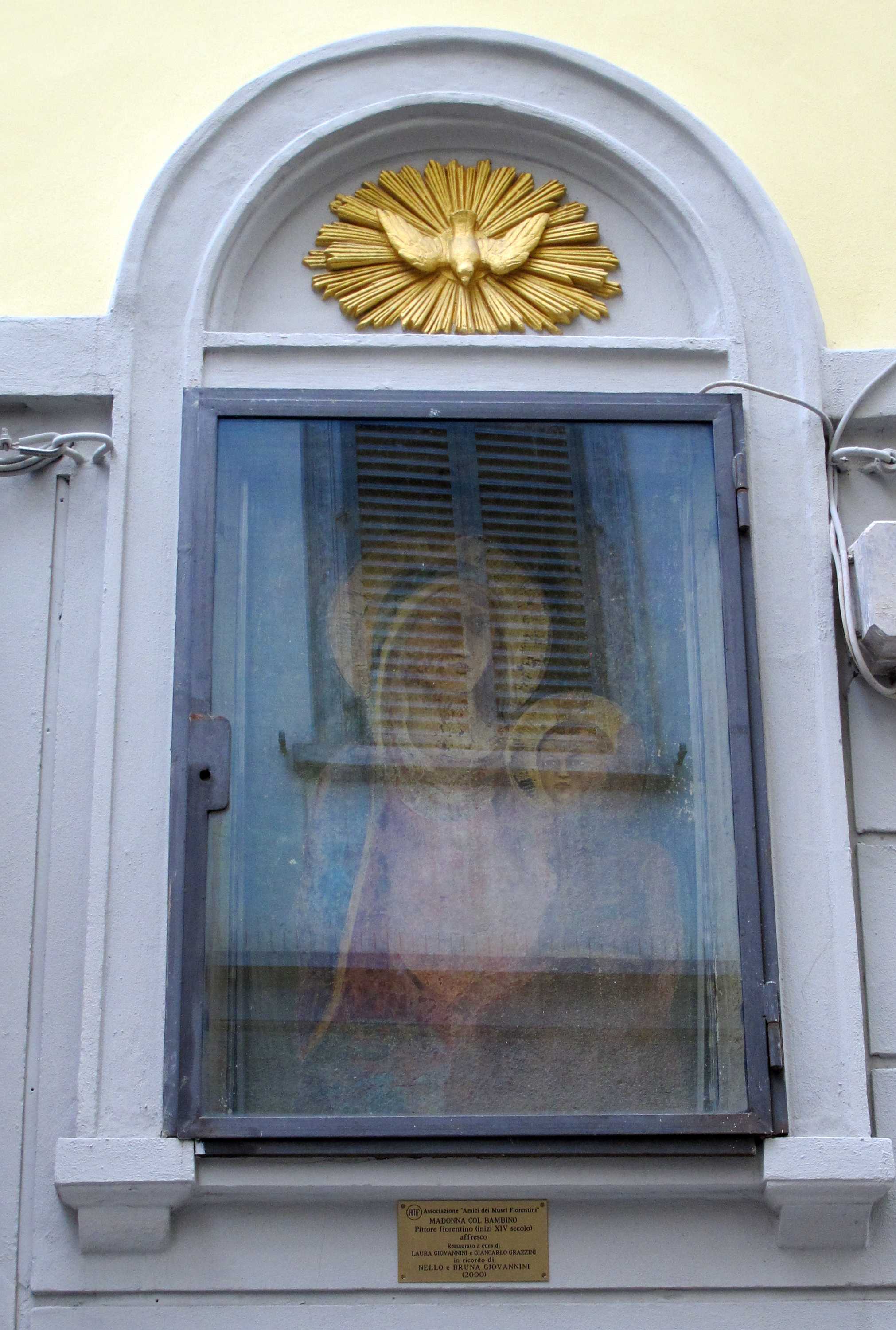
Madonna col Bambino

Al 31 si trova una nicchia con cornice in legno e una tela ottocentesca illeggibile. 
All'angolo con via Fiesolana invece, al 42 rosso, si trova la citata immagine della Madonna col Bambino entro una semplice edicola centinata ottocentesca, con nella lunetta un rilievo con la colomba dello Spirito Santo. Si tratta della porzione di un affresco trecentesco, oltremodo consunto e ridipinto, raffigurante la Madonna con il Bambino, che è stata riferita, nell'impianto, a un pittore fiorentino del Trecento vicino a Bernardo Daddi. L'opera risulta essere stata restaurata nel 2000 da Fabrizio Iacopini per le cure della famiglia Grazzini. Il tabernacolo aveva un particolare significato protettivo per chi si metteva in viaggio verso Fiesole, accompagnando il viandante e sollecitandone la preghiera.
Infine, in angolo con Borgo Pinti, si incontrava un ultimo tabernacolo, oggi andato perduto: già decorato da un busto in terracotta aveva una grande cornice in pietra, smantellata in epoca imprecisata.

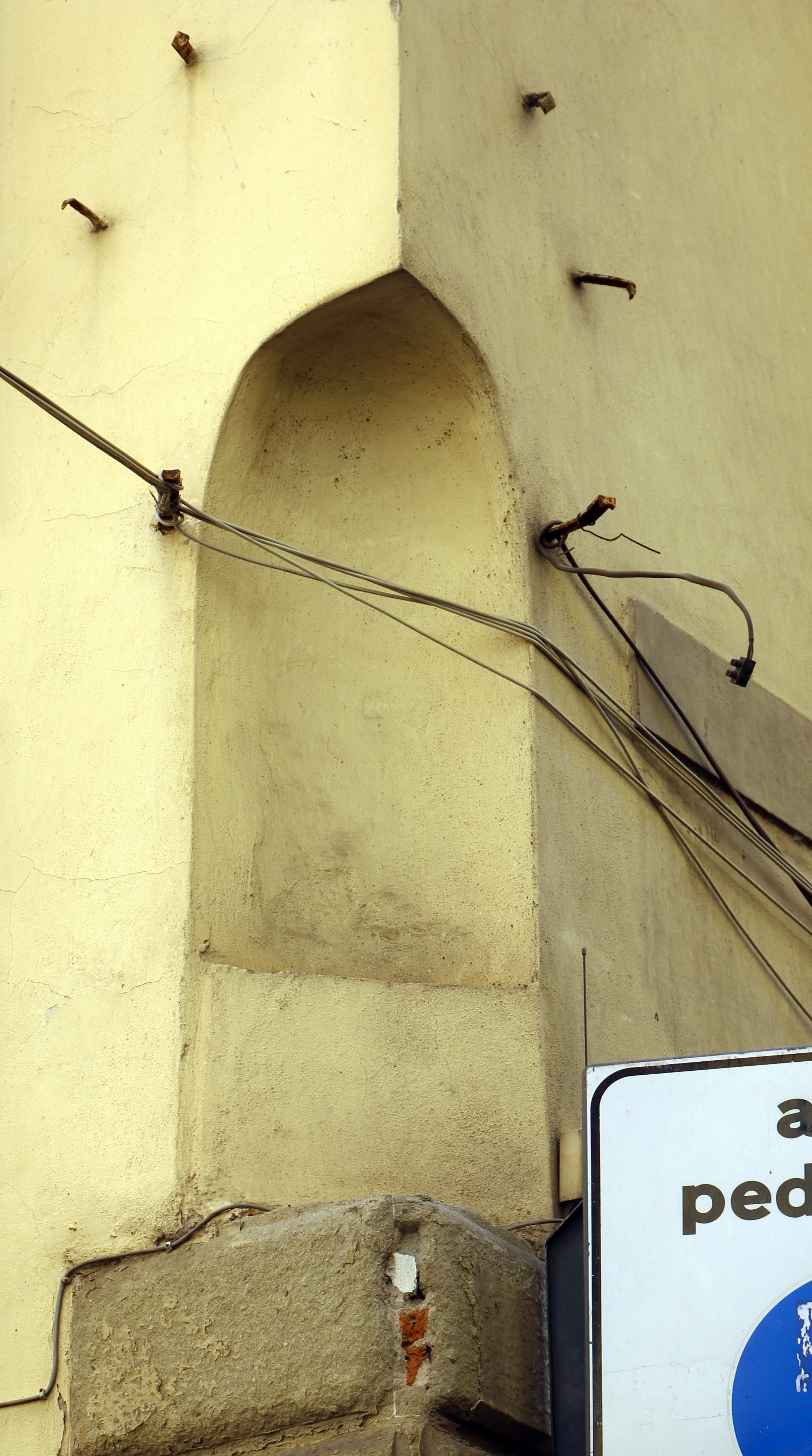
Il tabernacolo scomparso in angolo con Borgo Pinti